# 金炳賢
金 炳賢（キム・ビョンヒョン、朝: 김병현、1979年1月19日 - ）は、大韓民国の全羅南道光州広域市出身の元プロ野球選手（投手）。右投げ右打ち。
アンダースローながら全盛期は150km/hを超える速球を誇り、「コリアンサブマリン」と呼ばれた。MLB時代はアリゾナ・ダイヤモンドバックスなどに所属した。

## 経歴

### ダイヤモンドバックス時代
1999年にアリゾナ・ダイヤモンドバックスと契約し、同年にメジャーデビュー。
2001年に78試合に登板し19セーブ（23セーブ機会）でダイヤモンドバックスの地区優勝に貢献。ポストシーズンでもクローザーとして起用されたが、アジア人史上初の出場となったワールドシリーズ第4戦では9回2死からティノ・マルティネスに同点2点本塁打を打たれ、10回にもデレク・ジーターに勝ち越し点となる本塁打を打たれ負け投手となる。続く第5戦でも9回2死スコット・ブロシアスに同点2点本塁打を打たれ、チームはその後延長12回でサヨナラ負けを喫する。2勝3敗となったチームはその後2連勝し球団初のワールドシリーズ制覇を果たした。
2002年には72試合に登板、8勝3敗36セーブ（42セーブ機会）、防御率2.04と安定した成績を収め、またリリーフ投手としてオールスターにも選出された。5月11日のフィラデルフィア・フィリーズ戦では、メジャー史上32人目、ナ・リーグでは23人目となる1イニング3者連続3球三振を達成している。

### レッドソックス時代
2003年のシーズン当初に先発に転向するが4月だけで1勝5敗と結果を残せず、ボストン・レッドソックスにトレードされる。レッドソックスでも当初は先発として登板していたが、6月以降は再度クローザーに転向。オフの韓国滞在時、強引な取材をしてきた韓国のスポーツ紙の記者と揉み合いになり、その際軽傷を負った記者が暴力行為で金を告訴した事件が発生したこと等から一時は他チームへの移籍も噂されたが、最終的に2年1000万ドルの契約を結びレッドソックスに残留した。
2004年のシーズンは怪我の影響などで長くマイナーリーグで調整、メジャーではわずか7試合の登板にとどまった。

### ロッキーズ時代
2005年、ボストンが年俸の大半を負担する条件でコロラド・ロッキーズにトレードで移籍。ロッキーズでは前半戦は中継ぎやローテーションの谷間を埋める等していたが、シーズン後半には先発に定着し5勝12敗、防御率4.86の成績を残した。
2006年、第1回WBCに出場。また125万ドル+翌年のオプションでロッキーズと契約し、レギュラーシーズンでは前年と同様に先発ローテーションの一角を担った。シーズンを通じて27試合を投げ、8勝12敗、防御率5.57の成績を残した。

### ロッキーズ退団後
2007年はロッキーズがオプションを行使して250万ドルで単年契約。しかしシーズン開幕後に起用方針をめぐって首脳陣と対立、スコット・ボラスと代理人契約を交わした末、5月14日にホルヘ・フリオとの交換トレードでフロリダ・マーリンズに移籍した。マーリンズでは先発ローテーションの一角を担っていたが、資金力の乏しかったマーリンズは高額な年俸が負担となっていたことから金のトレードを試み、8月4日に古巣であるアリゾナ・ダイヤモンドバックスへ復帰。しかし、ダイヤモンドバックスでの2回の先発登板で打ち込まれ、わずか12日後に戦力外通告を受けた。その後金がマイナー契約を拒否したためウェーバー公示にかけられた後に自由契約となり、公示期間終了後にマーリンズが再度獲得した。3度の移籍で延べ4球団に所属し、2007年のシーズン成績は10勝8敗、防御率6.08だった。シーズン終了後に再び自由契約となった。
2008年2月24日、ピッツバーグ・パイレーツと85万ドルで1年のノンギャランティ契約（期日までに違約金を支払えば契約を帳消しにできる）を結んだものの、開幕前の3月26日に違約金30万ドルを支払われて解雇された。その後はシーズン終了までマイナーリーグも含めどこの球団にも所属していない完全な無所属の状態だった。
2009年は第2回WBC韓国代表候補に選ばれていたが、ハワイでの代表キャンプへの出発直前にパスポートを紛失する等して、代表監督の金寅植により「連絡が取れずコンディションが確認できない」として代表入りを拒否された。また金本人はメジャー復帰に意欲的ではあったが、前年に引き続き同年も無所属であった。
2010年2月にはサンフランシスコ・ジャイアンツとマイナー契約を結んだが、春季キャンプ中に解雇された。その後アメリカ独立リーグのゴールデンベースボールリーグに所属するオレンジカウンティ・フライヤーズに入団した。同年11月に日本の東北楽天ゴールデンイーグルスの入団テストを受けたものの、入団しなかった（金から入団を断ったとの報道もある）。12月21日、楽天の再テストを春季キャンプ中に受ける事が決定した。

### 楽天時代
2011年1月25日、楽天と契約合意したことが発表された。登録名はキム。球団初の韓国人選手となった。2月7日から登録名を本名の金 炳賢にした。ストッパーとして期待されたが、1年間を通して一軍登板はなく、10月に帰国。11月14日に戦力外通告を受け、21日に自由契約公示された。

### ネクセン時代
2012年1月18日、2007年の海外指名選手特別ドラフトでの指名権を現代ユニコーンズ(2008年シーズン開幕前に球団解散)から受け継いだ韓国プロ野球ネクセン・ヒーローズと契約した。過去数年間シーズンを通して活躍したことがなかったため、調整はスローペースとなり開幕1軍には入らず、ネクセンでの1軍初登板は5月になってからだった。同年は先発として起用される試合が多かったが、不安定な投球が続き3勝どまりだった。
2013年も主に先発として起用されたが、故障もあり5勝どまりだった。ネクセンでは高額年俸に見合わない成績が続いたため、2014年シーズンの年俸は前年(6億ウォン)の3分の1の2億ウォンとなった。

### 起亜時代
2014年シーズン開幕後の4月10日、起亜タイガースにトレードされた。交換要員は当時プロとして認められていなかった新人投手金榮光だった。当時の韓国プロ野球ではドラフトの指名権のトレードは認められなかったが、指名して入団させた新人のトレードを制限するルールがなかったため、このように変則的な形を通して事実上のドラフト指名権のトレードを行った。やがてこのような事例が複数発生したため論議の対象になり、以後このような形のトレードは認められないことになったが2020年より1年間につき最大2名までと条件付きで再び認められている。
起亜でも先発として主に起用されている。
2015年は一軍で未勝利に終わり、2016年は一軍での登板がなく、同年限りで戦力外となった。

### 起亜退団後
2017年9月からはリーガ・デ・ベイスボル・プロフェシオナル・デ・ラ・レプブリカ・ドミニカーナ（ドミニカ共和国のウィンターリーグ）のヒガンテス・デル・シバオとアギラス・シバエーニャスで現役を続行した。
2018年10月30日に、オーストラリアン・ベースボールリーグのメルボルン・エイシズと契約した。
2019年1月3日に引退を表明した。

## プレースタイル
コリアンサブマリンと呼ばれるアンダースローから投球する投法にもかかわらず、150km/hを超えるツーシームを持ち、その一方でフリスビーと呼ばれる斜め上へ伸び上がる切れのいいスライダーを武器としていた。しかし、レッドソックス時代に怪我をしてからは球速が140km/h前半まで落ちてしまった。またコントロールに難があり、2007年には少ない投球回数ながらナ・リーグで最多の与死球を記録している。

## 人物・エピソード
- 内気な性格であるとされ、チームメートやメディアとのコミュニケーションに難があるとの報道もされた[13]。

- 2001年はシーズンを通して活躍したが、ニューヨーク・ヤンキースを相手にしたワールドシリーズでは第4戦、第5戦と続けて救援に失敗し、スコアボードに金が映し出されるとヤンキースファンから"We want KIM!"と声援をかけられる等苦い経験となった[14]。

- 2003年のアメリカンリーグディビジョンシリーズ第1戦での救援失敗後にホームで開かれた第3戦の試合前の選手紹介時にでボストンファンからブーイングを浴びた際、ファンに対して中指を立てた事が侮辱行為として強い非難を受けた[15]。

- 2005年のロッキーズへのトレードの際、レッドソックスGMのセオ・エプスタインはトレードに際して「あの契約は間違いだった。」というコメントを残している[16]。

- 2006年のWBC準決勝の対日本戦において、0-0の7回に代打で出場した福留孝介に2ランホームランを浴びる。その次打者の小笠原道大の初球がデッドボールとなり、これが原因で警告試合となった。

- サンディエゴで「Umi Sushi」という寿司店を共同経営している[17]。

- 崔煕渉は高校時代の同級生である。

## 詳細情報

### 年度別投手成績
| 年 度    | 球 団    | 登 板 | 先 発 | 完 投 | 完 封 | 無 四 球 | 勝 利 | 敗 戦 | セ 丨 ブ | ホ 丨 ル ド | 勝 率 | 打 者 | 投 球 回 | 被 安 打 | 被 本 塁 打 | 与 四 球 | 敬 遠 | 与 死 球 | 奪 三 振 | 暴 投 | ボ 丨 ク | 失 点 | 自 責 点 | 防 御 率 | W H I P |
| -------- | -------- | ----- | ----- | ----- | ----- | -------- | ----- | ----- | -------- | ----------- | ----- | ----- | -------- | -------- | ----------- | -------- | ----- | -------- | -------- | ----- | -------- | ----- | -------- | -------- | ------- |
| 1999     | ARI      | 25    | 0     | 0     | 0     | 0        | 1     | 2     | 0        | 3           | .333  | 121   | 27.1     | 20       | 2           | 20       | 2     | 5        | 31       | 4     | 1        | 15    | 14       | 4.61     | 1.46    |
| 2000     | ARI      | 61    | 1     | 0     | 0     | 0        | 6     | 6     | 14       | 5           | .500  | 320   | 70.2     | 52       | 9           | 46       | 5     | 9        | 111      | 3     | 2        | 39    | 35       | 4.46     | 1.39    |
| 2001     | ARI      | 78    | 0     | 0     | 0     | 0        | 5     | 6     | 19       | 11          | .455  | 392   | 98.0     | 58       | 10          | 44       | 3     | 8        | 113      | 5     | 1        | 32    | 32       | 2.94     | 1.04    |
| 2002     | ARI      | 72    | 0     | 0     | 0     | 0        | 8     | 3     | 36       | 0           | .727  | 343   | 84.0     | 64       | 5           | 26       | 2     | 6        | 92       | 2     | 0        | 20    | 19       | 2.04     | 1.07    |
| 2003     | ARI      | 7     | 7     | 0     | 0     | 0        | 1     | 5     | 0        | 0           | .167  | 181   | 43.0     | 34       | 6           | 15       | 0     | 4        | 33       | 0     | 0        | 17    | 17       | 3.56     | 1.14    |
| 2003     | BOS      | 49    | 5     | 0     | 0     | 0        | 8     | 5     | 16       | 1           | .615  | 336   | 79.1     | 70       | 6           | 18       | 3     | 8        | 69       | 1     | 0        | 38    | 28       | 3.18     | 1.11    |
| '03計    | BOS      | 56    | 12    | 0     | 0     | 0        | 9     | 10    | 16       | 1           | .474  | 517   | 122.1    | 104      | 12          | 33       | 3     | 12       | 102      | 1     | 0        | 55    | 45       | 3.31     | 1.12    |
| 2004     | BOS      | 7     | 3     | 0     | 0     | 0        | 2     | 1     | 0        | 0           | .667  | 77    | 17.1     | 17       | 1           | 7        | 1     | 2        | 6        | 1     | 0        | 15    | 12       | 6.23     | 1.38    |
| 2005     | COL      | 40    | 22    | 0     | 0     | 0        | 5     | 12    | 0        | 1           | .294  | 667   | 148.0    | 156      | 17          | 71       | 8     | 14       | 115      | 11    | 1        | 82    | 80       | 4.86     | 1.53    |
| 2006     | COL      | 27    | 27    | 0     | 0     | 0        | 8     | 12    | 0        | 0           | .400  | 689   | 155.0    | 179      | 18          | 61       | 8     | 8        | 129      | 5     | 1        | 103   | 96       | 5.57     | 1.55    |
| 2007     | COL      | 3     | 1     | 0     | 0     | 0        | 1     | 2     | 0        | 0           | .333  | 29    | 6.0      | 6        | 2           | 4        | 0     | 1        | 2        | 0     | 0        | 7     | 7        | 10.50    | 1.67    |
| 2007     | FLA      | 14    | 13    | 0     | 0     | 0        | 5     | 3     | 0        | 0           | .625  | 349   | 75.2     | 65       | 9           | 53       | 3     | 8        | 68       | 1     | 1        | 41    | 35       | 4.16     | 1.56    |
| 2007     | ARI      | 2     | 2     | 0     | 0     | 0        | 0     | 1     | 0        | 0           | .000  | 22    | 2.2      | 11       | 1           | 2        | 0     | 1        | 3        | 0     | 0        | 9     | 7        | 23.63    | 4.88    |
| 2007     | FLA      | 9     | 6     | 0     | 0     | 0        | 4     | 2     | 0        | 0           | .667  | 162   | 34.0     | 49       | 8           | 9        | 0     | 6        | 34       | 3     | 0        | 33    | 31       | 8.21     | 1.71    |
| '07計    | FLA      | 28    | 22    | 0     | 0     | 0        | 10    | 8     | 0        | 0           | .556  | 562   | 118.1    | 131      | 20          | 68       | 3     | 16       | 107      | 4     | 1        | 90    | 80       | 6.08     | 1.68    |
| 2012     | ネクセン | 19    | 12    | 0     | 0     | 0        | 3     | 8     | 0        | 3           | .273  | 294   | 62.0     | 65       | 6           | 34       | 0     | 14       | 43       | 0     | 0        | 44    | 39       | 5.66     | 1.60    |
| 2013     | ネクセン | 15    | 14    | 0     | 0     | 0        | 5     | 4     | 0        | 0           | .556  | 334   | 75.1     | 71       | 7           | 36       | 0     | 13       | 43       | 0     | 0        | 46    | 44       | 5.26     | 1.42    |
| 2014     | 起亜     | 21    | 15    | 1     | 0     | 0        | 3     | 6     | 0        | 0           | .333  | 330   | 71.0     | 88       | 5           | 27       | 0     | 13       | 66       | 6     | 1        | 58    | 56       | 7.10     | 1.62    |
| 2015     | 起亜     | 23    | 8     | 0     | 0     | 0        | 0     | 5     | 0        | 2           | .000  | 232   | 49.0     | 67       | 7           | 18       | 1     | 11       | 38       | 0     | 1        | 38    | 38       | 6.98     | 1.74    |
| MLB：9年 | MLB：9年 | 394   | 87    | 0     | 0     | 0        | 54    | 60    | 86       | 21          | .474  | 3688  | 841.0    | 781      | 94          | 376      | 35    | 80       | 806      | 36    | 7        | 451   | 413      | 4.42     | 1.38    |
| KBO：5年 | KBO：5年 | 78    | 49    | 1     | 0     | 0        | 11    | 23    | 0        | 5           | .324  | 1190  | 257.1    | 291      | 25          | 114      | 1     | 51       | 190      | 6     | 2        | 186   | 177      | 6.19     | 1.58    |

- 各年度の太字はリーグ最高

### 年度別守備成績
| 年 度 | 球 団    | 投手（P） | 投手（P） | 投手（P） | 投手（P） | 投手（P） | 投手（P） |
| 年 度 | 球 団    | 試 合     | 刺 殺     | 補 殺     | 失 策     | 併 殺     | 守 備 率  |
| ----- | -------- | --------- | --------- | --------- | --------- | --------- | --------- |
| 1999  | ARI      | 25        | 2         | 7         | 0         | 0         | 1.000     |
| 2000  | ARI      | 61        | 2         | 7         | 1         | 0         | .900      |
| 2001  | ARI      | 78        | 4         | 19        | 1         | 0         | .958      |
| 2002  | ARI      | 72        | 3         | 12        | 1         | 2         | .938      |
| 2003  | ARI      | 7         | 3         | 14        | 1         | 0         | .944      |
| 2003  | BOS      | 49        | 11        | 11        | 1         | 0         | .957      |
| '03計 | BOS      | 56        | 14        | 25        | 2         | 0         | .951      |
| 2004  | BOS      | 7         | 3         | 3         | 1         | 0         | .857      |
| 2005  | COL      | 40        | 9         | 22        | 2         | 2         | .939      |
| 2006  | COL      | 27        | 7         | 19        | 1         | 2         | .963      |
| 2007  | COL      | 3         | 1         | 0         | 0         | 0         | 1.000     |
| 2007  | FLA      | 23        | 4         | 10        | 2         | 0         | .875      |
| 2007  | ARI      | 2         | 0         | 0         | 1         | 0         | .000      |
| '07計 | ARI      | 28        | 5         | 10        | 3         | 0         | .833      |
| 2012  | ネクセン | 19        | 2         | 11        | 4         | 0         | .765      |
| 2013  | ネクセン | 15        | 5         | 12        | 2         | 3         | .895      |
| 2014  | 起亜     | 21        | 9         | 11        | 2         | 1         | .909      |
| 2015  | 起亜     | 23        | 2         | 4         | 1         | 0         | .857      |
| MLB   | MLB      | 394       | 49        | 124       | 12        | 6         | .935      |
| KBO   | KBO      | 78        | 18        | 38        | 9         | 4         | .862      |

### 記録
- MLBオールスターゲーム選出：1回 （2002年）

### 背番号
- 49 （1999年 - 2003年途中、2005年 - 2007年、2012年 - 2014年途中）
- 51 （2003年途中 - 2004年）
- 99 （2011年）
- 45 （2014年途中 - 2016年）